# Краньчевічева (стадіон)
«Стадіон Краньчевічева» (хорв. «Stadion Kranjčevićeva») — футбольний стадіон у місті Загреб, Хорватія, домашня арена ФК «Загреб».
Стадіон відкритий 1921 року. Протягом 1921—1945 років носив назву «Стадіон Конкордії» за назвою однойменного клубу, який у цей період приймав тут домашні матчі. На час відкриття арена була найбільшою у місті. У 1931 році на стадіоні встановлено систему освітлення. 1977 року на арені відбулася пожежа, яка знищила всю західну трибуну, що зумовило позапланову реконструкцію, яка затягнулася до планової в рамках підготовки до Літньої Універсіади 1987 року, змагання якої стадіон приймав. У 1987 році під час одного з матчів удар блискавки знищив систему освітлення, яка була відновлена лише в ході капітальної реконструкції 2008 року.
Глядацькі місця розташовані на двох трибунах. Західна має потужність 3 850 глядачів. Там розташовані прес-центр та VIP зона. Східна має 5 000 стоячих місць і зазвичай використовується для розташування фан-секторів команд. Арена обладнана велосипедними доріжками навколо поля, що зумовлює використання арени як велотреку. Окремо виділені місця для глядачів на інвалідних візках.
Назва стадіону походить від вулиці Краньчевічевої, на якій він розташований. Арену також називають «Стадіон на вулиці Краньчевічевій».
При вході на стадіон встановлена меморіальна дошка на честь бійців Хорватської національної гвардії, які брали участь у війні за незалежність Хорватії 1991—1995 років.